# Doug Bollinger
Pour les articles homonymes, voir Bollinger.
Douglas Erwin Bollinger, né le 24 juillet 1981 et communément appelé Doug Bollinger, est un joueur de cricket australien. Fast bowler gaucher, il représente l'équipe de Nouvelle-Galles du Sud. En 2008, il est l'un des vingt-cinq joueurs sous contrat avec la fédération australienne, Cricket Australia.

## Carrière

### Carrière nationale

#### Aiglon (2002-2007)
Doug Bollinger (surnommé Eagle en compétition 20/20) a commencé sa carrière chez les NSW Blues au cours de la saison 2002/2003 en qualité de jeune espoir national. Après plusieurs saisons sans grand relief, exception faite d'un hat-trick réalisé durant la saison 2004/2005 contre l'Australie du Sud, Doug Bollinger a réalisé des progrès significatifs lors de la saison 2006/2007.

#### Aigle royal (2007-2008)
C'est au cours de la saison 2007-2008 que la vie de Doug Bollinger a commencé à prendre une tournure verte. Déjà, lors du match organisé du 20 au 24 novembre 2007 contre l'équipe de Tasmanie, Doug Bollinger faisait impression. Avec un score 6-68 à la fin de la rencontre dont trois wickets obtenus en sept balles, Doug Bollinger débutait la saison en roue libre. Cette performance très significative fut confirmée quelques mois plus tard lors de la rencontre du 25 au 28 janvier 2008 au Sydney Cricket Ground contre l'équipe de l'Australie Occidentale. Bollinger terminait le match avec un score explosif de 5-78. Avec 45 wickets en Pura Cup et une moyenne de 15.44 à l'issue de la saison, meilleure moyenne First-Class de toute l'Australie, un contact avec Cricket Australia était anticipé alors que l'équipe d'Australie est devenue demandeuse de bowlers à la suite du départ de Shane Warne et Glenn McGrath. Finalement, Doug Bollinger fait logiquement partie des 25 joueurs sous contrat avec Cricket Australia pour la saison 2008-2009 et fera partie du pool de joueurs qui se rendront en mai dans les Indes Occidentales.

### Carrière internationale
Joueur sous contrat avec Cricket Australia pour la saison 2007-2008.